# Martin Fourcade
Martin Fourcade (Perpignan, 1988. szeptember 14. –) ötszörös olimpiai bajnok francia sílövő. 

## Sportpályafutása
2002-től foglalkozott a sílövészettel.
2008-ig főleg az Európa-kupában és a Junior világbajnokságon indult. Utóbbiban egy érmet is nyert, 2007-ben a francia váltóval a harmadik helyen végzett.
A felnőttek mezőnyében, a világkupában 2008-ban mutatkozott be. Első szezonjában, a 2008/2009-esben, összetettben a huszonnegyedik lett.
Világbajnokságon 2009-ben indult először, ahol a legjobb eredménye egy negyedik hely volt, a váltóval.
2020 márciusában a világkupaszezon végén visszavonult a versenysporttól.

## Eredményei

### Olimpia
| Év   | Világbajnokság | Versenyszám | Versenyszám | Versenyszám   | Versenyszám | Versenyszám | Versenyszám |
| Év   | Világbajnokság | Egyéni      | Sprint      | Üldözőverseny | Tömegrajtos | Váltó       |             |
| ---- | -------------- | ----------- | ----------- | ------------- | ----------- | ----------- | ----------- |
| 2010 | Vancouver      | 14          | 35          | 34            | 2           | 6           |             |

### Világbajnokság
| Év   | Világbajnokság   | Versenyszám | Versenyszám | Versenyszám   | Versenyszám | Versenyszám | Versenyszám  |
| Év   | Világbajnokság   | Egyéni      | Sprint      | Üldözőverseny | Tömegrajtos | Váltó       | Vegyes váltó |
| ---- | ---------------- | ----------- | ----------- | ------------- | ----------- | ----------- | ------------ |
| 2009 | Phjongcshang     | 13          | 18          | 8             | 15          | 4           |              |
| 2010 | Hanti-Manszijszk |             |             |               |             |             | 5            |
| 2011 | Hanti-Manszijszk | 10          | 2           | 1             | 10          | 12          | 3            |

### Világkupa
| Idény   | Összesített eredmény Helyezés (Pontszám) | Összesített eredmény Helyezés (Pontszám) | Összesített eredmény Helyezés (Pontszám) | Összesített eredmény Helyezés (Pontszám) | Összesített eredmény Helyezés (Pontszám) |
| Idény   | Összetett                                | Egyéni                                   | Sprint                                   | Üldözőverseny                            | Tömegrajtos                              |
| ------- | ---------------------------------------- | ---------------------------------------- | ---------------------------------------- | ---------------------------------------- | ---------------------------------------- |
| 2008/09 | 24 (345)                                 | 41 (33)                                  | 31 (121)                                 | 19 (118)                                 | 25 (73)                                  |
| 2009/10 | 5 (719)                                  | 8 (97)                                   | 8 (253)                                  | 1 (197)                                  | 8 (152)                                  |
| 2010/11 | 3 (990)                                  | 3 (133)                                  | 4 (307)                                  | 2 (320)                                  | 2 (230)                                  |

| 2008/09    | | Vancouver Váltó | Hochfilzen Váltó |
| 2009/10    | Östersund Váltó Kontiolahti Üldözőverseny Oslo Holmenkollen Sprint Oslo Holmenkollen Üldözőverseny | Oberhof Váltó Vancouver Tömegrajtos (O)                                                                                               | Kontiolahti Sprint |
| 2010/11    | Antholz-Anterselva Tömegrajtos Fort Kent Tömegrajtos Hanti-Manszijszk Üldözőverseny (VB) | Ruhpolding Egyéni Ruhpolding Sprint Ruhpolding Üldözőverseny Presque Isle Sprint Fort Kent Üldözőverseny Hanti-Manszijszk Sprint (VB) | Östersund Egyéni Östersund Sprint Hochfilzen Váltó Hanti-Manszijszk Vegyes váltó (VB) Oslo Holmenkollen Üldözőverseny |
| 2011/12    | Östersund Egyéni Östersund Üldözőverseny Antholz-Anterselva Váltó Kontiolahti Sprint Ruhpolding Sprint (VB) Ruhpolding Üldözőverseny (VB) Ruhpolding Tömegrajtos (VB) Hanti-Manszijszk Sprint Hanti-Manszijszk Üldözőverseny | Hochfilzen Sprint Nové Město na Moravě Üldözőverseny Kontiolahti Üldözőverseny Ruhpolding Váltó (VB)                                  | Hochfilzen Váltó Nové Město na Moravě Sprint Antholz-Anterselva Sprint Antholz-Anterselva Tömegrajtos                 |
| Összesítés | Egyéni: 1 Sprint: 4 Üldözőverseny: 6 Tömegrajtos: 3 Váltó: 2 Vegyes váltó: 0 ------------ Összesen: 16 | Egyéni: 1 Sprint: 4 Üldözőverseny: 4 Tömegrajtos: 1 Váltó: 3 Vegyes váltó: 0 ------------ Összesen: 13                                | Egyéni: 1 Sprint: 4 Üldözőverseny: 1 Tömegrajtos: 1 Váltó: 3 Vegyes váltó: 1 ------------ Összesen: 11                |

- O - Olimpia és egyben világkupa forduló is.
- VB - Világbajnokság és egyben világkupa forduló is.